# Ezequiel Ataucusi Gamonal
Ezequiel Ataucusi Gamonal (Pampamarca, Arequipa, 10 de abril de 1918 - Lima, 21 de junho de 2000) foi um líder religioso e político peruano. Em vida, foi o místico fundador da Associação Evangélica da Missão Israelita da Nova Aliança Universal e da Frente Popular Agrícola do Peru.
De origem pobre e andina, Ataucusi se considerava um messias da população ameríndia em cujos pensamentos criou uma síntese entre a cosmovisão cristã com ênfase especial no Antigo Testamento com a cosmovisão inca, razão pela qual seus seguidores o consideraram o Inkarri e o novo Cristo nos Andes para a reconstrução do Tahuantinsuyo. Tornou-se relevante por sua pregação em tempos da era do terrorismo entre 1980 e 2000, onde antropólogos como Fernando Fuenzalida e Juan Ossio considera-o um fator chave para ter criado uma doutrina messiânica de tendência pacífica que se opunha ao fanatismo maoísta do grupo subversivo Sendero Luminoso, segundo Ossio, sem a existência da referida doutrina a população não teria sido capaz de canalizar sua frustração por meios não violentos durante o tempo de crise. No plano político, concorreu sem sucesso à presidência da república nas eleições gerais de 1990, 1995 e 2000 propondo-se a dar preferência ao agrarianismo e a uma cultura disciplinada, chegando a criar comunidades independentes na selva do Peru, onde seus paroquianos imitam o modo de vida descrito no antigo Israel. 

## Biografia
Nasceu em 10 de abril de 1918 no seio de uma família quíchua na cidade de Huarhua, distrito de Pampamarca, província de La Unión, a nordeste do departamento de Arequipa. Ele serviu ao exército do Peru alcançando o posto de primeiro sargento. Em sua juventude, ele trabalhou em vários ofícios como sapateiro, carpinteiro, mineiro e construtor de ferrovias. 

### Como místico e religioso
Textos escritos por Ataucusi expressam que aos 12 anos sempre foi seguido pela imagem de uma estrela, aos 14 apareceu um velho que lhe revelou os segredos dos santos e aos 18 um peixe gigante o salvou do afogamento em um rio, apesar disso, Ataucusi só se comprometeu com a religião quando aprendeu a Bíblia.
Ataucusi também escreveu que uma voz dentro dele afirmava ser ele quem escreveu o livro de Ezequiel, em uma ocasião particular a voz citada deu-lhe a seguinte mensagem:
Seu corpo é dessa época, mas seu espírito é muito velho.
Nessa mesma experiência, ele viajou para o terceiro céu, onde encontrou a Santíssima Trindade, que o ordenou a pregar os dez mandamentos em todo o mundo. Mesmo assim, Ataucusi ignorou as supostas ordens e só entrou na religião com a Igreja Adventista em 1955, mas em 1956 deixou o adventismo e durante sua estada nas selvas de Chanchamayo deixou crescer a barba e começou a usar túnica e mais tarde começou a pregar, ele ganhou seguidores dos setores mais pobres e no mesmo ano fundou a Associação Evangélica da Missão Israelita da Nova Aliança Universal com seu centro de operações no distrito de Cieneguilla em Lima.

### Vida política
Em 1989 fundou a Frente Popular Agrícola do Peru, chegando a participar nas eleições gerais de 1990, onde obteve 73 mil votos, nas eleições de 1995 onde obteve 56 mil votos e nas eleições de 2000 onde obteve 80 mil votos, nenhum foi suficiente para ir para o segundo turno. 

### Morte
Morreu em Lima, em 21 de junho de 2000, devido a insuficiência renal, Ataucusi disse que ressuscitaria no terceiro dia de sua morte, o que não aconteceu. Seu corpo foi colocado na chamada Casa Real de Cieneguilla, que também funciona como museu desde sua morte.

## Doutrina
Ezequiel Ataucusi é considerado um "profeta" pelos seguidores de sua congregação. Para Juan Ossio Acuña é um exemplo do messianismo peruano sincretizado entre o andino e o abraâmico, que existiu paralelamente a outra figura messiânica relevante no mundo indígena entre 1980 e 1990, o filósofo também arequipenho Abimael Guzman, fundador do grupo terrorista de extrema-esquerda Sendero Luminoso. Segundo Ossio, a doutrina de Ataucusi era uma alternativa pacífica para os índios e as classes pobres que não queriam participar do sangrento conflito iniciado por Guzmán.
Ossio também o descreve como "uma espécie arquetípica de todos os seguidores da congregação de Israel: um homem andino, criado em uma comunidade de língua quíchua, com experiência migratória". O político e etnocacerista Antauro Humala dedicou em seu livro De la guerra etnosanta a la iglesia Tawantinsuyana: la reivindicación de los "demonios" y el color insurgente de la fe algumas páginas a Ezequiel Ataucusi, onde se refere a ele como "reservista e agricultor", com especial ênfase na particularidade do sincretismo religioso de sua organização:

Ele incorpora o desafio cholo/clerical mais institucionalizado no Peru [em referência a AEMINPU] contra cinco séculos de apartheid eclesiástico, judaico-cristão, ocidental e branco (...) A idiossincrasia e a moral andina se encaixam melhor com a severidade do Jeová Judaico do que com a mensagem cristã prostituída (Novo Testamento) do clero hipócrita estabelecido por cinquenta anos nos territórios ex-Tawantinsuyanos.

Humala destaca ainda que Ataucusi herdou para seu movimento o objetivo de “a autarquia agroalimentar conquistada há quinhentos anos pela teocracia agrária inca”.